# Durfort (Ariège)
Pour les articles homonymes, voir Durfort.
Durfort est une commune française, située dans le nord du département de l'Ariège en région Occitanie. Sur le plan historique et culturel, la commune fait partie du Pédaguès, ancienne appellation remplacée au XXIe siècle par la dénomination géographique de Terrefort ariégeois, constitué des terreforts de Pamiers et de Saverdun, sur la rive gauche de l'Ariège.
Exposée à un climat océanique altéré, elle est drainée par la Jade, le Latou et par divers autres petits cours d'eau.
Durfort est une commune rurale qui compte 185 habitants en 2022, après avoir connu une forte hausse de la population depuis 1975. Ses habitants sont appelés les Durfortains ou Durfortaines.

## Géographie

### Localisation
1. Carte dynamique
2. Carte Openstreetmap
3. Carte topographique
4. Carte avec les communes environnantes

La commune de Durfort se trouve dans le département de l'Ariège, en région Occitanie.
C'est une commune située dans le Piémont pyrénéen entre les vallées de la Lèze et de l’Ariège, limitrophe avec le département de la Haute-Garonne.
Elle se situe à 29 km à vol d'oiseau de Foix, préfecture du département, à 35 km de Saint-Girons, sous-préfecture, et à 12 km de Lézat-sur-Lèze, bureau centralisateur du canton d'Arize-Lèze dont dépend la commune depuis 2015 pour les élections départementales.
La commune fait en outre partie du bassin de vie de Saverdun.
Les communes les plus proches sont : 
Villeneuve-du-Latou (1,9 km), Marliac (2,8 km), Justiniac (2,9 km), Esplas (4,0 km), Brie (5,0 km), Saint-Martin-d'Oydes (5,1 km), Le Fossat (5,3 km), Gaillac-Toulza (5,5 km).
Sur le plan historique et culturel, Durfort fait partie du Pédaguès, ou Podaguès, ancienne appellation remplacée au XXIe siècle par la dénomination géographique de Terrefort ariégeois, constitué des terreforts de Pamiers et de Saverdun, sur la rive gauche de l'Ariège.
Durfort est limitrophe de huit autres communes dont une dans le département de la Haute-Garonne.
Les communes limitrophes sont Artigat, Brie, Esplas, Le Fossat, Justiniac, Saint-Martin-d'Oydes, Villeneuve-du-Latou et Marliac.
|                     | Marliac (Haute-Garonne) | Justiniac, Brie      |
| Villeneuve-du-Latou | Durfort                 | Esplas               |
| Le Fossat           | Artigat                 | Saint-Martin-d'Oydes |

### Géologie et relief
La commune est située dans le Bassin aquitain, le deuxième plus grand bassin sédimentaire de la France après le Bassin parisien. Les terrains affleurants sur le territoire communal sont constitués de roches sédimentaires datant du Cénozoïque, l'ère géologique la plus récente sur l'échelle des temps géologiques, débutant il y a 66 millions d'années. La structure détaillée des couches affleurantes est décrite dans les feuilles « n°1035 - Saverdun » et « n°1057 - Pamiers » de la carte géologique harmonisée au 1/50 000ème du département de l'Ariège, et leurs notices associées,.
La superficie cadastrale de la commune publiée par l’Insee, qui sert de références dans toutes les statistiques, est de 10,98 km2,. La superficie géographique, issue de la BD Topo, composante du Référentiel à grande échelle produit par l'IGN, est quant à elle de 11,08 km2.  L'altitude du territoire varie entre 245 m et 372 m.

### Hydrographie

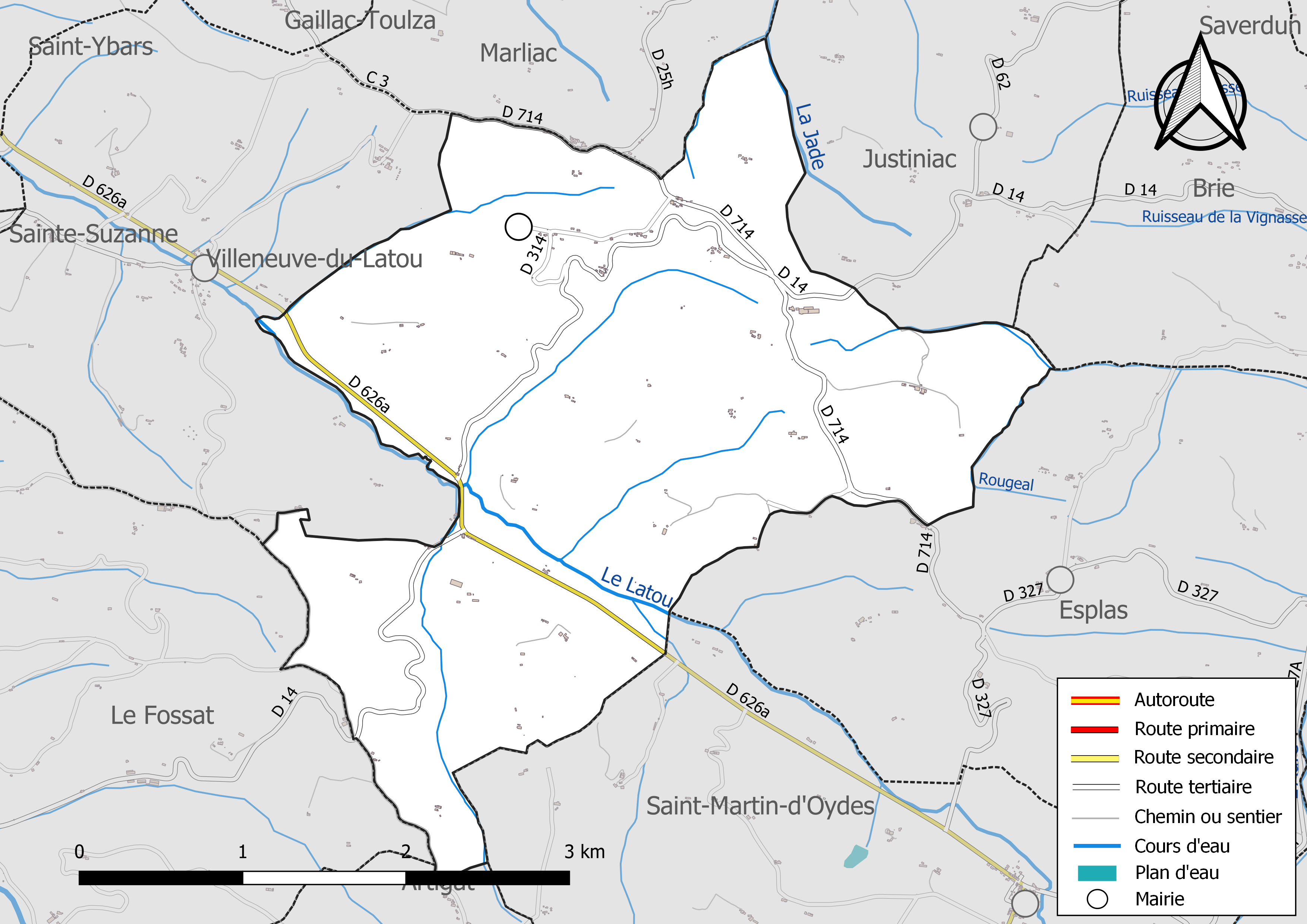
Réseaux hydrographique et routier de Durfort.

La commune est dans le bassin versant de la Garonne, au sein du bassin hydrographique Adour-Garonne. Elle est drainée par la Jade, le Latou, Rougeal et par divers petits cours d'eau, constituant un réseau hydrographique de 12 km de longueur totale,.
La Jade, d'une longueur totale de 15,2 km, prend sa source dans la commune de Justiniac et s'écoule du sud vers le nord. Elle traverse la commune et se jette dans l'Ariège à Cintegabelle, après avoir traversé 9 communes.
Le Latou, d'une longueur totale de 17,2 km, prend sa source dans la commune de Saint-Michel et s'écoule du sud-est vers le nord-ouest. Il traverse la commune et se jette dans la Lèze à Saint-Ybars, après avoir traversé 7 communes.

### Climat
Pour des articles plus généraux, voir Climat de l'Occitanie et Climat de l'Ariège.
En 2010, le climat de la commune est de type climat océanique altéré, selon une étude s'appuyant sur une série de données couvrant la période 1971-2000. En 2020, Météo-France publie une typologie des climats de la France métropolitaine dans laquelle la commune est dans une zone de transition entre le climat océanique altéré et le climat de montagne et est dans la région climatique Pyrénées centrales, caractérisée par une pluviométrie annuelle de 1 000 à 1 200 mm.
Pour la période 1971-2000, la température annuelle moyenne est de 12,6 °C, avec une amplitude thermique annuelle de 15,7 °C. Le cumul annuel moyen de précipitations est de 811 mm, avec 9,7 jours de précipitations en janvier et 5,7 jours en juillet. Pour la période 1991-2020, la température moyenne annuelle observée sur la station météorologique la plus proche, située sur la commune de Saint-Ybars à 7 km à vol d'oiseau, est de 13,6 °C et le cumul annuel moyen de précipitations est de 796,5 mm,. Pour l'avenir, les paramètres climatiques de la commune estimés pour 2050 selon différents scénarios d'émission de gaz à effet de serre sont consultables sur un site dédié publié par Météo-France en novembre 2022.

### Milieux naturels et biodiversité
Aucun espace naturel présentant un intérêt patrimonial n'est recensé sur la commune dans l'inventaire national du patrimoine naturel,,.

## Urbanisme

### Typologie
Au 1er janvier 2024, Durfort est catégorisée commune rurale à habitat très dispersé, selon la nouvelle grille communale de densité à 7 niveaux définie par l'Insee en 2022.
Elle est située hors unité urbaine et hors attraction des villes,.

### Occupation des sols

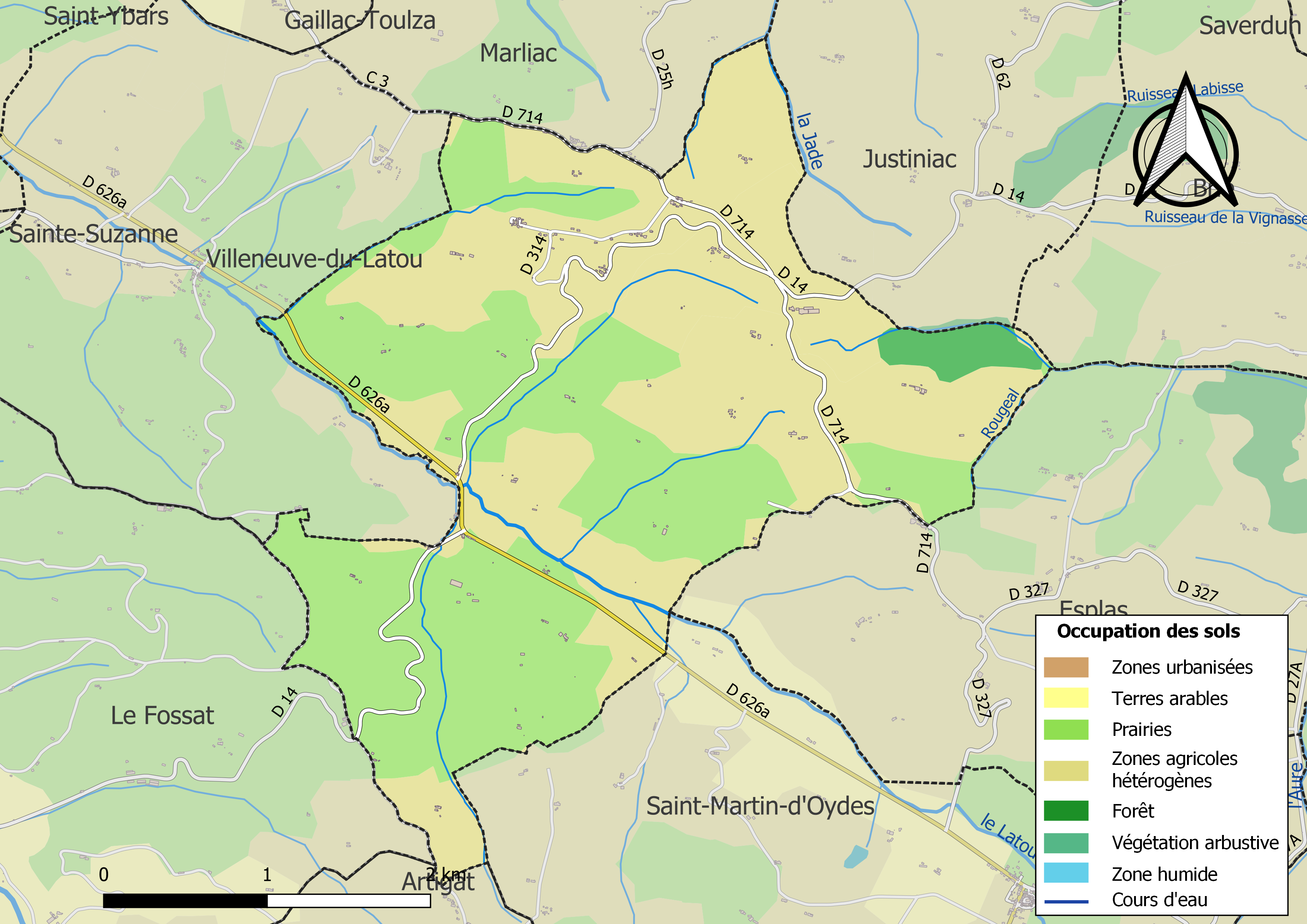
Carte des infrastructures et de l'occupation des sols de la commune en 2018 (CLC).

L'occupation des sols de la commune, telle qu'elle ressort de la base de données européenne d’occupation biophysique des sols Corine Land Cover (CLC), est marquée par l'importance des territoires agricoles (97,9 % en 2018), une proportion identique à celle de 1990 (97,9 %). La répartition détaillée en 2018 est la suivante : 
zones agricoles hétérogènes (52,3 %), prairies (45,6 %), forêts (2,1 %). L'évolution de l’occupation des sols de la commune et de ses infrastructures peut être observée sur les différentes représentations cartographiques du territoire : la carte de Cassini (XVIIIe siècle), la carte d'état-major (1820-1866) et les cartes ou photos aériennes de l'IGN pour la période actuelle (1950 à aujourd'hui).

### Habitat et logement
En 2018, le nombre total de logements dans la commune était de 91, alors qu'il était de 84 en 2013 et de 89 en 2008.
Parmi ces logements, 81,6 % étaient des résidences principales, 16,1 % des résidences secondaires et 2,3 % des logements vacants. Ces logements étaient pour 64,9 % d'entre eux des maisons individuelles et pour 5,7 % des appartements.
Le tableau ci-dessous présente la typologie des logements à Durfort en 2018 en comparaison avec celle de l'Ariège et de la France entière. Une caractéristique marquante du parc de logements est ainsi une proportion de résidences secondaires et logements occasionnels (16,1 %) inférieure à celle du département (24,6 %) mais supérieure à celle de la France entière (9,7 %). Concernant le statut d'occupation de ces logements, 62,8 % des habitants de la commune sont propriétaires de leur logement (71,9 % en 2013), contre 66,3 % pour l'Ariège et 57,5 % pour la France entière.
| Typologie                                               | Durfort | Ariège | France entière |
| ------------------------------------------------------- | ------- | ------ | -------------- |
| Résidences principales (en %)                           | 81,6    | 65,7   | 82,1           |
| Résidences secondaires et logements occasionnels (en %) | 16,1    | 24,6   | 9,7            |
| Logements vacants (en %)                                | 2,3     | 9,7    | 8,2            |

### Risques majeurs
Le territoire de la commune de Durfort est vulnérable à différents aléas naturels : inondations, climatiques (grand froid ou canicule), mouvements de terrains et séisme (sismicité faible). Il est également exposé à un risque technologique,  le transport de matières dangereuses,.

#### Risques naturels

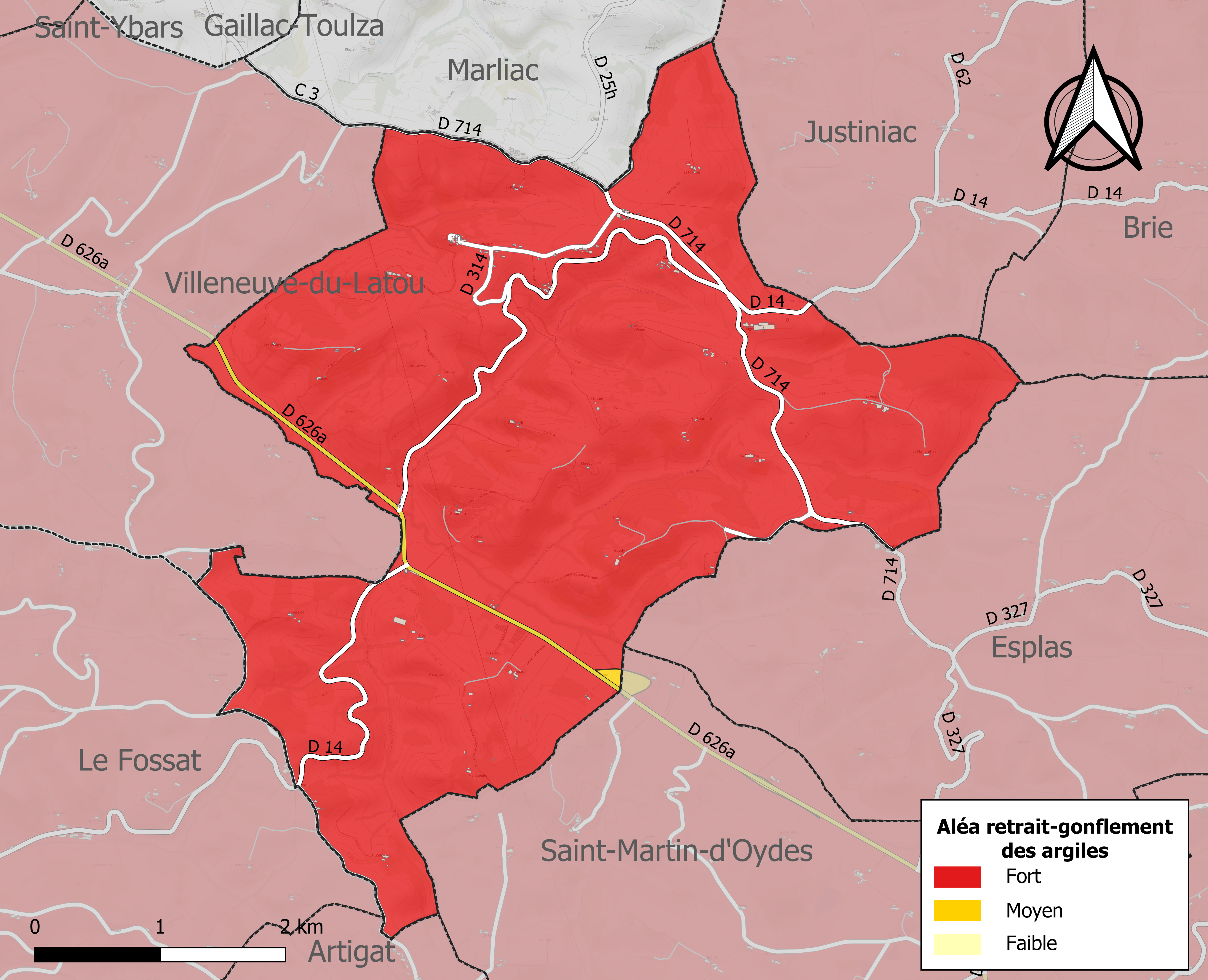
Zonage de l'aléa retrait-gonflement des argiles sur la commune de Durfort.

Certaines parties du territoire communal sont susceptibles d’être affectées par le risque d’inondation par débordement, crue torrentielle d'un cours d'eau, ou ruissellement d'un versant.
Les mouvements de terrains susceptibles de se produire sur la commune sont soit des glissements de terrains soit des mouvements liés au retrait-gonflement des argiles. Près de 50 % de la superficie du département est concernée par l'aléa retrait-gonflement des argiles, dont la commune de Durfort. L'inventaire national des cavités souterraines permet par ailleurs de localiser celles situées sur la commune.

#### Risques technologiques
Le risque de transport de matières dangereuses par une infrastructure routière ou ferroviaire ou par une canalisation de transport de gaz concerne la commune. Un accident se produisant sur une telle infrastructure est en effet susceptible d’avoir des effets graves au bâti ou aux personnes jusqu’à 350 m, selon la nature du matériau transporté. Des dispositions d’urbanisme peuvent être préconisées en conséquence.

## Histoire
La baronnie appartenait à la famille des Durfort, seigneurs de Verniolle et co-seigneurs de Bonnac, qui était une branche installée au Pays de Foix de la famille languedocienne des Durfort-Deymes, elle-même détachée du tronc quercinois de la grande famille de Durfort qui a donné plusieurs branches ducales, les Duras, les Lorges, les Rauzan.
Le château eut à souffrir des guerres de religion, après quoi il passa en diverses mains dont les Campa, capitouls de Toulouse.
La famille de Cazals l'acheta en 1748 et l'habita jusqu'à la Révolution.
Au XIXe siècle, la ruine du château commença. Quelques paysans y logèrent encore au début du siècle. Finalement, un maquignon de Pamiers l'acquit pour récupérer les bois et les tuiles avec lesquels il réparait ses maisons.
Villeneuve-Durfort (nom de la commune depuis la Révolution) devient Durfort (ordonnance du 8 juillet 1814) ; reprend le nom de Villeneuve-Durfort par ordonnance du 8 février 1832.
L’arrêté préfectoral du 5 avril 1929 scinde la commune en deux : Durfort et Villeneuve-du-Latou.

## Politique et administration

### Découpage territorial
La commune de Durfort est membre de la communauté de communes Arize Lèze, un établissement public de coopération intercommunale (EPCI) à fiscalité propre créé le 30 octobre 2016 dont le siège est à Le Fossat. Ce dernier est par ailleurs membre d'autres groupements intercommunaux.
Sur le plan administratif, elle est rattachée à l'arrondissement de Saint-Girons, au département de l'Ariège, en tant que circonscription administrative de l'État, et à la région Occitanie.
Sur le plan électoral, elle dépend du canton d'Arize-Lèze pour l'élection des conseillers départementaux, depuis le redécoupage cantonal de 2014 entré en vigueur en 2015, et de la deuxième circonscription de l'Ariège  pour les élections législatives, depuis le redécoupage électoral de 1986.

### Administration municipale
Le nombre d'habitants au recensement de 2011 étant compris entre 100 et 499, le nombre de membres du conseil municipal pour l'élection de 2014 est de onze,.

### Liste des maires
| Période                                  | Période      | Identité    | Étiquette | Qualité              |
| ---------------------------------------- | ------------ | ----------- | --------- | -------------------- |
| 2001                                     | juillet 2025 | Roger Buffa | DVG       | Agriculteur retraité |
| Les données manquantes sont à compléter. |              |             |           |                      |

## Population et société

### Démographie
L'évolution du nombre d'habitants est connue à travers les recensements de la population effectués dans la commune depuis 1931. Pour les communes de moins de 10 000 habitants, une enquête de recensement portant sur toute la population est réalisée tous les cinq ans, les populations de référence des années intermédiaires étant quant à elles estimées par interpolation ou extrapolation. Pour la commune, le premier recensement exhaustif entrant dans le cadre du nouveau dispositif a été réalisé en 2005.

En 2022, la commune comptait 185 habitants, en évolution de +25,85 % par rapport à 2016 (Ariège : +1,48 %, France hors Mayotte : +2,11 %).
| 1931 | 1936 | 1946 | 1954 | 1962 | 1968 | 1975 | 1982 | 1990 |
| ---- | ---- | ---- | ---- | ---- | ---- | ---- | ---- | ---- |
| 240  | 244  | 235  | 206  | 177  | 167  | 116  | 120  | 111  |

| 1999 | 2005 | 2006 | 2010 | 2015 | 2020 | 2022 | - | - |
| ---- | ---- | ---- | ---- | ---- | ---- | ---- | - | - |
| 126  | 163  | 169  | 163  | 146  | 184  | 185  | - | - |

| selon la population municipale des années : | 1968 | 1975 | 1982 | 1990 | 1999 | 2006 | 2009 | 2013 |
| Rang de la commune dans le département      | 179  | 202  | 202  | 183  | 173  | 158  | 162  | 177  |
| Nombre de communes du département           | 340  | 328  | 330  | 332  | 332  | 332  | 332  | 332  |

### Enseignement
Durfort fait partie de l'académie de Toulouse.

### Culture et festivités
Un foyer rural est actif.

### Activités sportives
Pétanque, randonnée pédestre.

## Économie

### Revenus
En 2018, la commune compte 58 ménages fiscaux, regroupant 132 personnes. La médiane du revenu disponible par unité de consommation est de 17 250 € (19 820 € dans le département).

### Emploi
| Division       | 2008   | 2013   | 2018   |
| -------------- | ------ | ------ | ------ |
| Commune        | 13,6 % | 7,4 %  | 10,1 % |
| Département    | 8,9 %  | 11,1 % | 11,2 % |
| France entière | 8,3 %  | 10 %   | 10 %   |

En 2018, la population âgée de 15 à 64 ans s'élève à 103 personnes, parmi lesquelles on compte 68,1 % d'actifs (58 % ayant un emploi et 10,1 % de chômeurs) et 31,9 % d'inactifs,. En  2018, le taux de chômage communal (au sens du recensement) des 15-64 ans est inférieur à celui du département, mais supérieur à celui de la France, alors qu'en 2008 il était supérieur à celui du département.
La commune est hors attraction des villes,. Elle compte 21 emplois en 2018, contre 26 en 2013 et 28 en 2008. Le nombre d'actifs ayant un emploi résidant dans la commune est de 60, soit un indicateur de concentration d'emploi de 35,2 % et un taux d'activité parmi les 15 ans ou plus de 53,2 %.
Sur ces 60 actifs de 15 ans ou plus ayant un emploi, 17 travaillent dans la commune, soit 29 % des habitants. Pour se rendre au travail, 81,4 % des habitants utilisent un véhicule personnel ou de fonction à quatre roues et 18,6 % n'ont pas besoin de transport (travail au domicile).

### Activités hors agriculture
7 établissements sont implantés  à Durfort au 31 décembre 2019.
Le secteur de l'administration publique, l'enseignement, la santé humaine et l'action sociale est prépondérant sur la commune puisqu'il représente 28,6 % du nombre total d'établissements de la commune (2 sur les 7 entreprises implantées  à Durfort), contre 14,4 % au niveau départemental.

### Agriculture
La commune fait partie de la petite région agricole dénommée « Coteaux de l'Ariège ». En 2010, l'orientation technico-économique de l'agriculture  sur la commune est l'élevage d'ovins et de caprins.
|                                   | 1988 | 2000 | 2010 |
| --------------------------------- | ---- | ---- | ---- |
| Exploitations                     | 23   | 20   | 14   |
| Superficie agricole utilisée (ha) | 895  | 1013 | 992  |

Le nombre d'exploitations agricoles en activité et ayant leur siège dans la commune est passé de 23 lors du recensement agricole de 1988 à 20 en 2000 puis à 14 en 2010, soit une baisse de 39 % en 22 ans. Le même mouvement est observé à l'échelle du département qui a perdu pendant cette période 48 % de ses exploitations. La surface agricole utilisée sur la commune a quant à elle augmenté, passant de 895 ha en 1988 à 992 ha en 2010. Parallèlement la surface agricole utilisée moyenne par exploitation a augmenté, passant de 39 à 71 ha.

## Culture locale et patrimoine

### Lieux et monuments
- Église Saint-Martin de Durfort à clocher-mur[57].
- Ancien château féodal en ruine (propriété privée), ancienne propriété imposante de la famille de Campa (noblesse parlementaire toulousaine).

### Personnalités liées à la commune
- Pierre de Campa, seigneur et baron de Durfort, capitoul de Toulouse en 1719.
- Max-Firmin Leclerc (1923-2014), écrivain et réalisateur de télévision, a vécu à Maloureille de 1974 à 1988.

## Pour approfondir